# Hamsun (film)
Hamsun är en svensk-norsk-dansk-tysk biografisk dramafilm från 1996 i regi av Jan Troell, med Max von Sydow och Ghita Nørby i huvudrollerna. Filmen handlar om den norske författaren Knut Hamsun som ställdes inför rätta efter andra världskriget för att ha samarbetat med den tyska ockupationsmakten. Som förlaga till filmen har man den danske författaren Thorkild Hansens bok Processen mod Hamsun som utgavs 1978. Filmen var en samproduktion mellan bolag i Danmark, Sverige, Norge och Tyskland.
Filmens urpremiär skedde i Norge 19 april 1996. Filmen tilldelades en Guldbagge för 1996 års bästa svenska film. Dessutom guldbaggebelönades Max von Sydow för bästa manliga huvudroll och Ghita Nørby för bästa kvinnliga huvudroll samt Per Olov Enquist för bästa manus. 

## Rollista i urval
- Max von Sydow - Knut Hamsun
- Ghita Nørby - Marie Hamsun, Knuts hustru
- Anette Hoff - Ellinor Hamsun, Knuts dotter
- Gard B. Eidsvold - Arild Hamsun, Knuts son
- Eindride Eidsvold - Tore Hamsun, Knuts son
- Åsa Söderling - Cecilia Hamsun, Knuts dotter
- Sverre Anker Ousdal - Vidkun Quisling
- Liv Steen - Maria Quisling, Vidkuns hustru
- Erik Hivju - Gabriel Langfeldt, professor i psykiatri
- Edgar Selge - Josef Terboven, tysk rikskommissarie för Norge
- Ernst Jacobi - Adolf Hitler
- Svein Erik Brodal - Holmboe
- Per Jansen - Harald Grieg, Knuts förlagsredaktör
- Jesper Christensen - Otto Dietrich
- Johannes Joner - Finn Christensen
- Finn Schau - läkare
- Eva von Hanno - sjuksköterska

### Fotnoter
1. ↑  ”Hamsun”. Svensk filmdatabas. 19 april 1996. http://www.sfi.se/sv/svensk-filmdatabas/Item/?itemid=22864&type=MOVIE&iv=Shows. Läst 28 oktober 2016.